# Vụ án Lý Lăng
Vào thời nhà Hán đời vua Hán Vũ Đế (汉武帝) (156 TCN- 87 TCN) liên tục có xung đột với người Hung Nô ở mạn Bắc. Năm 111 TCN, Hán Vũ Đế quyết định 18 vạn quân Bắc tiến, gây sức ép với Hung Nô. Trong sự kiện Bắc tiến đó, Lý Quảng Lăng dẫn 30 vạn quân lên phía Bắc giao chiến với Hữu hiền vương của Hung Nô ở Kỳ Liên Sơn. Một tướng khác tên Lý Lăng đã dẫn 5000 binh mã thiện xạ qua phía Bắc Cư Duyên chừng hơn nghìn dặm. Tại đây quân của Lý Lăng bị vây bởi 8 vạn quân Hung Nô. Trước tình thế tuyệt vọng, tên bắn đã hết, lính chết quá nửa, nhưng giết hại quân Hung Nô cũng hơn vạn người, sau đó Lý Lăng vừa rút lui vừa đánh tám ngày liền. Nhưng trên đường về thì lại bị quân Hung Nô chặn đứt lối đường. Quân Lý Lăng thiếu ăn mà cứu binh không tới. Lý Lăng bất đắc dĩ phải đầu hàng Hung Nô. Tin tức về đến triều đình, Hán Vũ Đế và đa số các quan trong triều cho rằng tội trạng thuộc về Lý Lăng. Chỉ mình Tư Mã Thiên bênh vực Lý Lăng và bóc mẽ Lý Quảng Lợi ỷ thế gia tộc: "...Lý Lăng đã dẫn 5000 binh mã tiến sâu vào đất giặc, cự với hàng vạn hùng binh của chúng luôn 10 ngày, giết được vô số. Vua tôi giặc là Vu Thuyền hoảng sợ đã dốc hết kỵ mã cả nước bao vây. Lăng một mình chiến đấu ở ngoài nghìn dặm, cứu binh của Lý Quảng vì đố kỵ không tới, thất bại là hiển nhiên. Lý Lăng dù can trường nhưng đơn thương độc mã tác chiến, vì tên đạn hết, lương thảo kiệt, đường về bị cắt, người chết và người bị thương chất chồng, nhưng họ vẫn nghe lời hô hào của Lý Lăng, phấn chấn, vuốt máu mặt, anh dũng giơ nắm tay không xông vào quyết chiến. Thần cho rằng Lý Lăng rất xứng danh với các dũng tướng thời xưa. Tuy thất bại nhưng ông ta vẫn nuôi chí, mong có dịp báo đền ơn nước..." Hán Vũ Đế cho rằng Tư Mã Thiên, qua việc bảo vệ Lý Lăng đã ngầm chê Lý Quảng Lợi (anh vợ của Vũ Đế), là nhút nhát. Đồng thời Lý phu nhân bênh cho Lý Quảng Lợi, yêu cầu nhà vua trị tội Tư Mã Thiên. Hán Vũ Đế sau đó đã hạ lệnh tống ngục Tư Mã Thiên, khép vào tội khi quân, giao cho Đỗ Chu xét xử và phạt cung hình.